# 1-й Кубанський кінний полк
1-й Кубанський кінний полк (рос. 1-й Кубанский конный полк) — військовий підрозділ кубанських козаків у війську Третього Рейху періоду Другої світової війни.

## Історія
З 950—1400 втікачів з Кубані у станиці Новоспаська біля Таганрогу сформували 20 лютого 1943 1 Кубанський кінний полк під командуванням військового старшини, отамана І. І. Саломахи і сотника Павлоградського. Один ескадрон полку взяв участь у бойових діях. При відступі частин Вермахту полк перевели до Млави, де на його базі створили IV полк 1-ї бригади 1-ї козачої кавалерійської дивізії.